# Per Anda
Per Anda (* 11. März 1965) ist ein schwedischer Poolbillardspieler. Er wurde 1988 Europameister.

## Karriere
1984 erreichte Per Anda bei der Jugend-EM das Finale im 8-Ball der Junioren, unterlag dort aber dem Deutschen Oliver Ortmann.
Bei der EM 1987 gewann er mit Bronze im 14/1 endlos erstmals eine EM-Medaille bei den Herren.
1988 besiegte Anda den Deutschen Bernd Hoffmann im 14/1-endlos-Finale und wurde somit Europameister.
Bei der EM 1989 gelang es ihm erneut ins 14/1-endlos-Finale einzuziehen. Dieses verlor er jedoch gegen Oliver Ortmann.
Mit Bronze im 14/1 endlos gewann Anda 1993 seine bislang letzte EM-Medaille.